# The Woods
The Woods es el séptimo álbum de la banda de punk rock Sleater-Kinney.

## Lista de canciones
1. "The Fox" - 3:25
2. "Wilderness" - 3:40
3. "What's Mine Is Yours" - 4:58
4. "Jumpers" - 4:24
5. "Modern Girl" - 3:01
6. "Entertain" - 4:55
7. "Rollercoaster" - 4:55
8. "Steep Air" - 4:04
9. "Let's Call It Love" - 11.01
10. "Night Light" - 3:40

- Datos: Q3311214